# Scott Maxwell

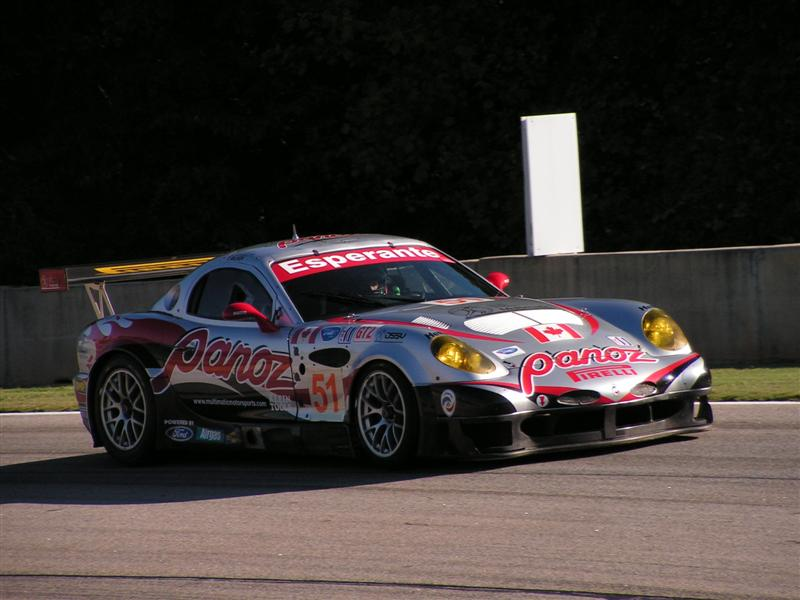
Der Multmatic Motorsport – Panoz Esperante GT-LM mit der Startnummer 50 beim Petit Le Mans 2006. Den baugleichen Wagen mit der Nummer 51 fuhren David Brabham, Sébastien Bourdais und Scott Maxwell an 16. Stelle der Gesamtwertung. Der abgebildete Panoz wurde von Gunnar Jeannette, Tommy Milner und Andy Lally gesteuert

Scott Richard Maxwell (* 20. Januar 1964 in Toronto) ist ein kanadischer Autorennfahrer.

## Karriere als Rennfahrer
Scott Maxwell war in den frühen Jahren seiner Karriere ein erfolgreicher Monopostopilot. Er gewann nationale Titel in der Formel Vau und in der Formel Ford. Nach einem kurzen Abstecher in die Indy Lights, wo er 1992 nur ein Rennen bestritt (Meister Robbie Buhl), fuhr er ab dem Jahr 1995 nur mehr GT- und Sportwagenrennen.
1995 startete er in der All-Japan GT Championship und in der IMSA-GT-Meisterschaft. Er gab sein Debüt beim 12-Stunden-Rennen von Sebring und erreichte mit dem dritten Rang hinter Darin Brassfield und Irv Hoerr (beide im Oldsmobile Cutlass Supreme) beim 1-Stunden-Rennen von Lime Rock seine erste Platzierung auf dem Podium der ersten drei. Maxwells Einsatzwagen war ein Ford Mustang Cobra, gemeldet vom kanadischen Rennteam Multimatic Motorsports. Für das in Marham beheimatete Team bestritt Maxwell die meisten seiner Sportwagenrennen. Er wurde zum regelmäßigen Starter in der American Le Mans Series und feierte bei seinem ersten Le-Mans-Start 2000 einen Sieg in der LMP2-Klasse.
Das 24-Stunden-Rennen von Daytona 2003 war der erste Rennevent, bei dem Daytona Protoypen startberechtigt waren. Maxwell und seine Partner David Empringham und David Brabham beendeten das Rennen im Multimatic MDP1 an der vierten Stelle der Gesamtwertung. Mitte der 2000er-Jahre wechselte er in die Grand-Am Sports Car Series, wo er 2008 gemeinsam mit Joe Foster im Ford Mustang FR500C die Koni Challenge gewann. 2016 gewann er die Gesamtwertung der Continental Tire Sports Car Challenge.

## Statistik

### Le-Mans-Ergebnisse
| Jahr | Team                             | Fahrzeug              | Teamkollege          | Teamkollege      | Platzierung             | Ausfallgrund |
| ---- | -------------------------------- | --------------------- | -------------------- | ---------------- | ----------------------- | ------------ |
| 2000 | Multimatic Motorsports           | Lola B2K/40           | John Graham          | Greg Wilkins     | Rang 25 und Klassensieg |              |
| 2001 | Team Ascari                      | Ascari A410           | Xavier Pompidou      | Klaas Zwart      | Ausfall                 | Unfall       |
| 2003 | JML Team Panoz                   | Panoz LMP-1           | Benjamin Leuenberger | David Saelens    | Ausfall                 | Unfall       |
| 2005 | Panoz Motor Sports               | Panoz Esperante GT-LM | Bill Auberlen        | Robin Liddell    | Ausfall                 | Motorschaden |
| 2006 | Multimatic Motorsport Team Panoz | Panoz Esperante GT-LM | Tommy Milner         | Gunnar Jeannette | Ausfall                 | Elektrik     |

### Sebring-Ergebnisse
| Jahr | Team                              | Fahrzeug                | Teamkollege      | Teamkollege          | Platzierung            | Ausfallgrund  |
| ---- | --------------------------------- | ----------------------- | ---------------- | -------------------- | ---------------------- | ------------- |
| 1995 | Doug Rippie                       | Chevrolet Corvette ZR-1 | Bill Cooper      | Chris McDougall      | Ausfall                | Mechanik      |
| 2000 | Multimatic Motorsport             | Lola B98/10             | John Graham      | David Empringham     | Ausfall                | Ventilschaden |
| 2002 | MBD Sportscar                     | Panoz LMP07             | John Graham      | Milka Duno           | Ausfall                | Elektrik      |
| 2003 | JML                               | Panoz LMP01             | John Graham      | Benjamin Leuenberger | Rang 9                 |               |
| 2005 | Panoz Motor Sports                | Panoz Esperante GT-LM   | Gunnar Jeannette | Bryan Sellers        | Rang 18                |               |
| 2006 | Multimatic Motorsports Team Panoz | Panoz Esperante GT-LM   | David Brabham    | Sébastien Bourdais   | Rang 8 und Klassensieg |               |
| 2007 | Panoz Team PTG                    | Panoz Esperante GT-LM   | Ross Smith       | Bryan Sellers        | Rang 24                |               |